# ۷۹۵ (قمری)
۷۹۵ (قمری)، هفتصد و نود و پنجمین سال در گاهشماری هجری قمری است. اول محرم این سال برابر با بیست و پنجم نوامبر سال ۱۳۹۲ میلادی است.

## رویدادها
- پیروزی تیمور گورکانی در یورش به مرعشیان تبرستان و تبعید ایشان به ماوراءالنهر.[۱]

## وابسته
- الغ‌بیگ